# サムエル・アルメンテロス
クリスティアーノ・サムエル・アルメンテロス・ヌニェス・メンドーサ（Kristiano Samuel Armenteros Nunez Mendoza, 1990年5月27日 - ）は、スウェーデン・ヨーテボリ出身のプロサッカー選手。アル・ホロード・クラブ所属。ポジションはフォワード。キューバ系スウェーデン人。

## タイトル

### クラブ
ヘーレンフェーン
- KNVBカップ : 1回 (2008-09)

アンデルレヒト
- ベルギー・ファースト・ディビジョンA : 1回 (2012-13)

カラバフ
- アゼルバイジャン・プレミアリーグ : 1回 (2015-16)
- アゼルバイジャン・クボク : 1回 (2015-16)